# Chipiu à poitrine baie
Castanozoster thoracica
Genre
Espèce
Statut de conservation UICN

 LC  : Préoccupation mineure
Le Chipiu à poitrine baie (Castanozoster thoracica) est une espèce de passereaux appartenant à la famille des Thraupidae.

## Répartition
Il est endémique de la forêt atlantique (Brésil).